# Johan Passave-Ducteil
Johan Passave-Ducteil (Noisy-le-Grand, 13 de julio de 1985) es un jugador de baloncesto francés que actualmente pertenece a la plantilla del Fos Provence Basket de la Pro A, la primera división francesa. Con 2,00 metros de altura juega en la posición de Pívot.

## Trayectoria Profesional

### Saint-Étienne Basket
Formado en la cantera del Saint-Étienne Basket, debutó con el primer equipo de la Pro B (2.ª división francesa) en la temporada 2003-2004. Estuvo en el club hasta la temporada 2007-2008.
En la temporada 2003-2004, jugó 11 partidos de liga y 2 de play-offs, promediando en liga 1,3 puntos (63,6 % en tiros de 2) y 1,6 rebotes en 6,5 min, mientras que en play-offs promedió 5 puntos (100 % en tiros de 2 y 100 % en tiros libres) y 2 rebotes en 7,5 min.
En la temporada 2004-2005, jugó 28 partidos de liga y 1 de play-offs, promediando en liga 3,7 puntos (65 % en tiros de 2) y 2,1 rebotes en 10 min, mientras que en el único partido de play-offs que jugó, disputó 3 min.
En la temporada 2005-2006, jugó 32 partidos de liga y 2 de play-offs, promediando en liga 5,8 puntos (54,4 % en tiros de 2) y 4,4 rebotes en 16 min, mientras que en play-offs promedió 8 puntos (63,6 % en tiros de 2) y 4,5 rebotes en 17 min.
En la temporada 2006-2007, jugó 31 partidos de liga con un promedio de 5,8 puntos (52,1 % en tiros de 2) y 4,5 rebotes en 19,6 min.
En la temporada 2007-2008, jugó 32 partidos de liga y 5 de play-offs, promediando en liga 10,2 puntos (63,7 % en tiros de 2 y 50 % en triples), 6,1 rebotes, 1 asistencia y 1,3 robos en 25 min, mientras que en play-offs promedió 10,8 puntos (69 % en tiros de 2 y 70 % en tiros libres), 4,8 rebotes, 1,2 asistencias y 1,8 robos en 22,4 min.
A final de temporada, recibió una mención honorable Pro B por Eurobasket.com.
Disputó un total de 134 partidos de liga y 10 de play-offs con el conjunto de Saint-Étienne entre las cinco temporadas, promediando en liga 6 puntos (58,5 % en tiros de 2 y 33,3 % en triples) y 4,1 rebotes en 17 min de media, mientras que en play-offs promedió 8 puntos (70,4 % en tiros de 2 y 64,2 % en tiros libres), 3,7 rebotes y 1 robo en 16,4 min de media.

### CSP Limoges
Los siguientes dos años (2008-2010), estuvo en el CSP Limoges, que por entonces jugaba en la Pro B.
En su primera temporada (2008-2009), jugó 25 partidos de liga y 5 de play-offs, promediando en liga 9,2 puntos (51,5 % en tiros de 2 y 64,3 % en tiros libres), 4,9 rebotes y 1,1 robos en 19 min, mientras que en play-offs promedió 7 puntos (75 % en tiros de 2) y 4,4 rebotes en 13 min.
En su segunda y última temporada (2009-2010), jugó 26 partidos de liga y 4 de play-offs, promediando en liga 5,5 puntos (54,1 % en tiros de 2 y 61,7 % en tiros libres), 3,5 rebotes y 1 robo en 14 min, mientras que en play-offs promedió 5,5 puntos (60 % en tiros de 2), 3,8 rebotes, 1,5 robos y 1 tapón en 13,8 min.
Disputó un total de 51 partidos de liga y 9 de play-offs con el cuadro de Limoges entre las dos temporadas, promediando en liga 7,3 puntos (52,8 % en tiros de 2 y 63 % en tiros libres), 4,2 rebotes y 1 robo en 16,5 min de media, mientras que en play-offs promedió 6,2 puntos (67,5 % en tiros de 2), 4,1 rebotes y 1 robo en 13,4 min de media.

### JSF Nanterre
De 2010 a 2015 estuvo en el JSF Nanterre, ganando la Pro B en 2011 (ascendiendo así a la Pro A), la Pro A en 2013, el Match des Champions y la Copa de baloncesto de Francia en 2014 y la EuroChallenge en 2015.
En su primera temporada (2010-2011; en la Pro B), jugó 31 partidos de liga y 7 de play-offs, promediando en liga 10,8 puntos (68,8 % en tiros de 2 y 61,7 % en tiros libres), 5,4 rebotes, 1,3 asistencias y 1,4 robos en 21 min, mientras que en play-offs promedió 8,1 puntos (61,4 % en tiros de 2), 5,3 rebotes, 1,1 asistencias y 1,9 robos en 20,3 min.
A final de temporada, recibió por segunda vez una mención honorable Pro B y fue elegido en el mejor quinteto de jugadores franceses de la Pro B, ambas cosas por Eurobasket.com.
En su segunda temporada (2011-2012; ya en la Pro A), jugó 26 partidos de liga con un promedio de 7,2 puntos (62,8 % en tiros de 2), 3,7 rebotes y 1 asistencia en 18,3 min.
En su tercera temporada (2012-2013), jugó 30 partidos de liga y 8 de play-offs, promediando en liga 9,4 puntos (62,4 % en tiros de 2), 4,5 rebotes y 1 asistencia en 20,4 min, mientras que en play-offs promedió 11,4 puntos (58,1 % en tiros de 2 y 63,3 % en tiros libres), 5 rebotes y 1,4 robos en 21,6 min.
A final de temporada, recibió una mención honorable Pro A por Eurobasket.com.
En su cuarta temporada (2013-2014), fue seleccionado para participar en el All-Star Game de la LNB (22 puntos (11-14 de 2 y 0-2 de 3), 6 rebotes, 1 asistencia y 1 robo en 23 min). Jugó 30 partidos de liga, 9 de Euroliga y 8 de Eurocup, promediando en liga 10,7 puntos (64,1 % en tiros de 2), 4,8 rebotes y 1 robo en 22 min, en la Euroliga 5,1 puntos (66,7 % en tiros libres), 3,9 rebotes y 1,1 robos en 15,3 min de media, y en la Eurocup 9 puntos (57,1 % en tiros de 2 y 61,5 % en tiros libres) y 4,1 rebotes en 21,4 min de media.
En su quinta y última temporada (2014-2015), fue seleccionado por segunda vez para participar en el All-Star Game de la LNB (10 puntos (5-5 de 2 y 0-1 de 3), 4 rebotes y 3 asistencias en 17 min). Jugó 30 partidos de liga y 14 de EuroChallenge, promediando en liga 8,4 puntos (58,9 % en tiros de 2 y 62,1 % en tiros libres) y 3,6 rebotes en 15,5 min, mientras que en la EuroChallenge promedió 8,5 puntos (57,1 % en tiros de 2 y 64,6 % en tiros libres) y 3,3 rebotes en 16,1 min de media.
Disputó un total de 147 partidos de liga y 15 de play-offs con el conjunto de Nanterre entre las cinco temporadas, promediando en liga 9,3 puntos (63,6 % en tiros de 2), 4,4 rebotes y 1 robo en 19,4 min de media, mientras que en play-offs promedió 9,8 puntos (59,4 % en tiros de 2), 5,1 rebotes y 1,6 robos en 21 min de media.

### JL Bourg Basket
Tras recuperarse totalmente de la rotura del ligamento cruzado de la rodilla derecha que se produjo al final de la temporada 2014-2015, el 22 de marzo de 2016, el JL Bourg Basket de la Pro B, anunció su fichaje hasta el final de la temporada 2015-2016.
Disputó 11 partidos de liga y 3 de play-offs con el cuadro de Bourg-en-Bresse, promediando en liga 7,4 puntos (52,5 % en tiros de 2 y 73,1 % en tiros libres) y 4,1 rebotes en 19 min de media, mientras que en play-offs promedió 8,3 puntos (66,7 % en tiros de 2 y 64,3 % en tiros libres), 2,7 rebotes y 1 asistencia en 16,3 min de media.

## Selección francesa
El 16 de mayo de 2014, entró en la preselección de 24 jugadores para la Copa Mundial de Baloncesto de 2014 celebrada en España, pero el 13 de junio de 2014, no entró en el corte de 17 jugadores.